# Kerry Fraser
Kerry Fraser, född 30 maj 1952 i Sarnia i Ontario, är en kanadensisk före detta ishockeydomare som var verksam i den nordamerikanska ishockeyligan National Hockey League (NHL) mellan 1980 och 2010. Under sin domarkarriär i NHL dömde han 1 828 grundspelsmatcher, 261 slutspelsmatcher (Stanley Cup) och 13 Stanley Cup-finaler. Fraser var även verksam internationellt och var en av domarna i World Cup 1996 och Olympiska vinterspelen 1998.
Han är dock mest känd inom NHL-kretsar för sin frisyr som alltid var så välkammad och puffig. 1988 införde NHL regel om att alla domare skulle bära hjälm, efter en överenskommelse med fackföreningen National Hockey League Officials’ Association (NHLOA) så tillät man dock att det var upp till domarna själva att besluta om att bära hjälm eller ej, för de som redan dömde i ligan. Fraser var dock tvungen att bära hjälm när han dömde Olympiska vinterspelen 1998 efter att de tilltänkta NHL-domarna ställdes inför ett ultimatum från Internationella ishockeyförbundets president René Fasel. 2006 upphävde NHL undantaget och krävde att alla domare skulle bära hjälm oavsett om man hade dömt före 1988 eller efter, de beslutade också att domare skulle använda sig av visir, dock lät NHL att de existerande domarna fick avgöra om de ville använda det eller inte. De sista fyra åren av sin domarkarriär bar han hjälm.
2017 fick han diagnosen att han hade drabbats av en ovanlig form av kronisk blodcancer.